# Filmfare Award du meilleur film en télougou
Le prix Filmfare du meilleur film en télougou est une récompense attribuée par le magazine indien Filmfare dans le cadre des Filmfare Awards South annuels pour les films en télougou (Tollywood).

## Films lauréats
Les années mentionnées sont celles de la sortie du film. La cérémonie a lieu l'année suivante.
| Année | Film                                 | Producteur                                     |
| ----- | ------------------------------------ | ---------------------------------------------- |
| 2016  | Pelli Choopulu                       | Yash Rangineni et Raj Kandukuri                |
| 2015  | La Légende de Baahubali - 1re partie | Shobu Yarlagadda et Prasad Devineni            |
| 2014  | Manam                                | Nagarjuna                                      |
| 2013  | Attarintiki Daredi                   | B. V. S. N. Prasad                             |
| 2012  | Eega                                 | Sai Korrapati                                  |
| 2011  | Dookudu                              | Ram Achanta, Gopichand Achanta et Anil Sunkara |
| 2010  | Vedam                                | Shobu Yarlagadda et Prasad Devineni            |
| 2009  | Magadheera                           | Allu Aravind et B. V. S. N. Prasad             |
| 2008  | Gamyam                               | Saibabu Jagarlamudi                            |
| 2007  | Happy Days                           | Sekhar Kammula et Chandra.S.Kammula            |
| 2006  | Bommarillu                           | Dil Raju                                       |
| 2005  | Nuvvostanante Nenoddantana           | M.S. Raju                                      |
| 2004  | Varsham                              | M.S. Raju                                      |
| 2003  | Okkadu                               | M. S. Raju                                     |
| 2002  | Santosham                            | K. L. Narayana                                 |
| 2001  | Nuvvu Nenu                           | Kiran                                          |
| 2000  | Nuvve Kavali                         | Ramoji Rao                                     |
| 1999  | Raja                                 | R. B. Choudary                                 |
| 1998  | Anthapuram                           | Kiran                                          |
| 1997  | Annamayya                            | V. Doraiswamy Raju                             |
| 1996  | Ninne Pelladata                      | Nagarjuna                                      |
| 1995  | Subha Sankalpam                      | S. P. Balasubrahmanyam                         |
| 1994  | Aame                                 | Mullapudi Brahmanandam                         |
| 1993  | Mathru Devo Bhava                    | K. S. Rama Rao                                 |
| 1992  | Gharana Mogudu                       | Devi Varaprasad                                |
| 1991  | Seetharamaiah Gari Manavaralu        | V. Doraiswamy Raju ,                           |
| 1990  | Karthavyam                           | A. M. Ratnam                                   |
| 1989  | Siva                                 | Akkineni Venkat et Yarlagadda Surendra         |
| 1988  | Swarnakamalam                        | Ch.V. Appa Rao                                 |
| 1987  | Padamati Sandhya Ragam               | G. Subba Rao                                   |
| 1986  | Repati Pourulu                       | P. Venkateswara Rao                            |
| 1985  | Pratighatana                         | Ramoji Rao                                     |
| 1984  | Swathi                               | Kranthi Kumar                                  |
| 1983  | Neti Bharatam                        | P. Venkateswara Rao                            |
| 1982  | Meghasandesam                        | Dasari Narayana Rao                            |
| 1981  | Saptapadi                            | P. Butchi Reddy                                |
| 1980  | Maa Bhoomi                           | B. Narsing Rao et G. Ravindranath              |
| 1979  | Gorintaku                            | K. Murari                                      |
| 1978  | Manavoori Pandavulu                  | Jayakrishna                                    |
| 1977  | Adavi Ramudu                         | N.V.V. Satyanarayana                           |
| 1976  | Soggadu                              | D. Rama Naidu                                  |
| 1975  | Jeevana Jyothi                       | D. V. S. Raju                                  |
| 1974  | O Seeta Katha                        | Sharma                                         |
| 1973  | Jeevana Tharangaalu                  | D. Ramanaidu                                   |
| 1972  | Pandanti Kapuram                     | G. Hanumantha Rao                              |
| 1971  | Tehsildar Gari Ammayi                | N.V.V.Sathya Narayana et A.Surya Narayana      |
| 1970  | Dharma Daata                         | Tammareddy Krishna Murthy                      |
| 1969  | Bangaru Panjaram                     | B. N. Reddy                                    |
| 1968  | Sudigundalu                          | Adurthi Subba Rao et ANR                       |
| 1967  | Chadarangam                          | Badeti Satyanarayana et Putla Venkata Rao      |
| 1966  | Aastiparulu                          | V. B. Rajendra Prasad                          |
| 1965  | Antastulu                            | V. B. Rajendra Prasad                          |
| 1964  | Mooga Manasulu                       | C.Sundaram                                     |
| 1963  | Narthanasala                         | Lakshmi Rajyam et Sridhar Rao                  |